# Thyreodon elegans
Thyreodon elegans là một loài tò vò trong họ Ichneumonidae.